# The Mask (datorspel)
The Mask (マスク Masuku?) är ett sidscrollande actionspel till Super Nintendo (SNES), baserat på filmen med samma namn, vilken i sin tur är baserad på Dark Horse Comics serietidning med samma namn.

## Handling
Dorian Tyrell och hans anhängare planerar att ta över Edge City, en liten stad där Dorian äger en nattklubb.
Spelaren styr Stanley Ipkiss, en bankanställd som hittar en magisk mask som ger honom superkrafter.
Stanley Ipkiss skall ta sig genom flerbostadshuset där han bor, därefter ett bostadsområde, banken han jobbar på samt området utanför, en park, ett fängelse och slutligen Dorians nattklubb.

### Fotnoter
1. 1 2 3  ”Release date”. Gamefaqs. http://www.gamefaqs.com/snes/588472-the-mask/data. Läst 15 maj 2014.
2. ↑  ”Story of The Mask video game” (på japanska). Netsurf. Arkiverad från originalet den 17 maj 2014. https://web.archive.org/web/20140517151901/http://www2.u-netsurf.ne.jp/~syou526/010803-sfc-mask.html. Läst 15 maj 2014.